# Nitrato di magnesio
Il nitrato di magnesio è un sale igroscopico. È facilmente solubile sia in acqua che in etanolo. Può esistere in tre forme differenti: come anidro, come diidrato e come esaidrato. Viene usato come fertilizzante. Si presenta naturalmente solo nelle miniere e nelle caverne come nitromagnesite (forma di esaidrato).

## Sintesi
Il nitrato di magnesio può essere ottenuto in molti modi, i più comuni dei quali sono la reazione di ossidoriduzione tra acido nitrico e magnesio metallico,
{\displaystyle {\ce {2HNO3 + Mg -> Mg(NO3)2 + H2}}}
la reazione tra acido nitrico e ossido di magnesio
{\displaystyle {\ce {2HNO3 + MgO -> Mg(NO3)2 + H2O}}}
e la reazione tra idrossido di magnesio e nitrato di ammonio
{\displaystyle {\ce {Mg(OH)2 + 2NH4NO3 -> Mg(NO3)2 + 2NH3 + 2H2O}}}

## Reattività
Il nitrato di magnesio anidro in ambiente umido si converte velocemente nell'esaidrato corrispondente di formula Mg(NO3)2 · 6H2O. Il nitrato di magnesio esaidrato se portato alla temperatura di 330 °C non fonde, bensì va incontro a decomposizione:
2Mg(NO3)2 —Δ→ 2MgO + 4NO2 + O2